# Metallus
Metallus – rodzaj błonkówek z rodziny pilarzowatych i podrodziny Blennocampinae.
Rodzaj ten wprowadził w 1885 roku Stephen Alfred Forbes dla jednego, opisanego równocześnie gatunku Metallus rubi, który obecnie nosi nazwę Metallus rohweri ze względu na homonimiczność nazwy poprzedniej.
Owady dorosłe osiągają 2,5–4,5 mm długości ciała. Ich głowa pozbawiona jest listewek zapoliczkowych. Czułki mają drugi człon szerszy niż długi, a u samca biczyk czułków jest silnie bocznie przypłaszczony. Prepectus u nich nie występuje. W użyłkowaniu przedniej pary skrzydeł trzon nasadowy żyłki A1 jest prosty, a komórki 1R1 i 1Rs nie są zlane ze sobą. Tylne odnóża mają golenie u nasady szersze niż wierzchołek pokładełka w widoku grzbietowym. Stopy cechuje obecność powiększonych płatów w nasadowych częściach pazurków.
Larwy są foliofagami, minującymi liście roślin z rodziny różowatych.
Przedstawiciele rodzaju zasiedlają Palearktykę, Nearktykę i krainę orientalną. Przynajmniej 3 gatunki występują w Polsce.
Należą tu gatunki:
- Metallus adamantis Lee & Ryu, 1996
- Metallus albipes (Cameron, 1875)
- Metallus beckeri (Konow, 1904)
- Metallus bui Nie & Wei, 1998
- Metallus capitalis (Norton, 1867)
- Metallus compressicornis Malaise, 1964
- Metallus jingfanus Nie & Wei, 1998
- Metallus lanceolatus (Thomson, 1870)
- Metallus mai Wei, 1994
- Metallus melanopterus Wei, 1997
- Metallus minutus Nie & Wei, 1998
- Metallus nepalensis D.R. Smith, 1981
- Metallus nigritarsus Nie & Wei, 1998
- Metallus nigrofemoratus Wei, 2003
- Metallus ochreus D.R. Smith, 1988
- Metallus pumilus (Klug, 1816)
- Metallus rohweri MacGillivray, 1909
- Metallus satoi D.R. Smith, 1981
- Metallus sichuanensis Wei, 1994
- Metallus theca Wei, 2005
- Metallus wangi Wei, 1994